# 芥川耿子
芥川 耿子（あくたがわ てるこ、1945年3月 - ）は、日本のエッセイスト、児童文学者、詩人。

## 来歴
芥川比呂志・瑠璃子夫妻の三女として神奈川県藤沢市鵠沼に生まれ、祖父・芥川龍之介の未亡人である祖母・文の寵愛を受けて育つ。4歳で東京都目黒区に転居する。小学校時代、肺門リンパ腺炎で1年間休学する。当時は病弱でいじめを受ける。1958年、女子美術大学附属中学校に入学。女子美術大学附属高等学校を経て女子美術大学造形科を卒業する。23歳でデザイナー本村弘と結婚、のち一男一女を儲ける。
子育ての傍ら、詩や童話や随筆を発表する。さらに、ワイドショーの司会者や美術番組の聞き手、CMソングの作詞者、CFのモデルを務めるなど、テレビの世界でも活躍する。エイボン女性文化センター顧問委員。

## 著書
- 『詩集 やっかいな駝鳥』（中央公論事業出版） 1968年
- 『おむれつどろぼう』（絵・つぼのひでお、講談社） 1982年 - 絵本
- 『気むずかしやのハムレット - 素顔の父芥川比呂志』（主婦と生活社） 1989年 - エッセイ集
- 『女たちの時間 - 芥川家四代の女性たち』（廣済堂出版） 1992年 - エッセイ集
- 『百年の薔薇 芥川の家の中で』（芥川瑠璃子共編 、春陽堂書店） 2014年- 母の遺著を編んだ
- 『芥川家の猫たち まねき猫と猫まねき』（イラスト・芥川奈於、春陽堂書店） 2019年 - 芥川龍之介の孫とひ孫の猫暮らしエッセイ集